# Gran Premio motociclistico di Cecoslovacchia 1974
Il Gran Premio motociclistico di Cecoslovacchia fu il decimo appuntamento del motomondiale 1974.
Si svolse il 25 agosto 1974 sul Circuito di Brno, e corsero tutte le classi meno la 350.
Doppietta MV Agusta in 500; solo sesto il rientrante Giacomo Agostini.
La gara della 250 fu vinta da Walter Villa, che si assicurò anche il titolo iridato della categoria.
In 125 Paolo Pileri si mise davanti per tutta la gara Kent Andersson (nonostante una clavicola rotta nella precedente gara della 250) prima di lasciare strada allo svedese per esaurimento della benzina.
Anche 50 e sidecar incoronarono i loro campioni: nella minima cilindrata vinse gara e titolo Henk van Kessel, mentre tra i tre ruote Klaus Enders si assicurò l'iride con un secondo posto (stabilendo anche il nuovo record sul giro) a un decimo da Werner Schwärzel.

## Classe 500

### Arrivati al traguardo
| Pos. | Pilota              | Moto            | Tempo      | Punti |
| ---- | ------------------- | --------------- | ---------- | ----- |
| 1    | Phil Read           | MV Agusta       | 55' 16" 8  | 15    |
| 2    | Gianfranco Bonera   | MV Agusta       | +0" 8      | 12    |
| 3    | Teuvo Länsivuori    | Yamaha          | +10" 6     | 10    |
| 4    | Barry Sheene        | Suzuki          | +1' 30" 5  | 8     |
| 5    | Dieter Braun        | Yamaha          | +1' 57" 4  | 6     |
| 6    | Giacomo Agostini    | Yamaha          | +2' 17" 7  | 5     |
| 7    | Jack Findlay        | Suzuki          | +2' 27" 7  | 4     |
| 8    | Michel Rougerie     | Harley-Davidson | +2' 51" 4  | 3     |
| 9    | Pentti Korhonen     | Yamaha          | +2' 51" 4  | 2     |
| 10   | Chas Mortimer       | Yamaha          | +3' 39" 3  | 1     |
| 11   | Víctor Palomo       | Yamaha          | +3' 46" 9  |       |
| 12   | Olivier Chevallier  | Yamaha          | +3' 48" 3  |       |
| 13   | Billie Nelson       | Yamaha          | +4' 15" 8  |       |
| 14   | Jean-Paul Boinet    | Yamaha          | +5' 04" 28 |       |
| 15   | Peter Baláž         | Jawa            | +5' 15" 25 |       |
| 16   | Tom Herron          | Yamaha          | +5' 15" 28 |       |
| 17   | Karl Auer           | Yamaha          | +1 giro    |       |
| 18   | Alfred Bajohr       | König           | +1 giro    |       |
| 19   | Géza Repitz         | Yamaha          | +1 giro    |       |
| 20   | Helmut Kassner      | Yamaha          | +1 giro    |       |
| 21   | René Hordelalay     | Yamaha          | +7 giri    |       |
| 22   | Ulrich Graf         | Jawa            | +8 giri    |       |
| 23   | Christian Bourgeois | Yamaha          | +10 giri   |       |

### Ritirati
| Pilota            | Moto            | Motivo ritiro |
| ----------------- | --------------- | ------------- |
| János Drapál      | Yamaha          |               |
| Paul Smart        | Suzuki          |               |
| Paul Eickelberg   | König           |               |
| Vic Soussan       | Yamaha          |               |
| Bosse Granath     | Husqvarna       |               |
| Walter Villa      | Harley-Davidson |               |
| Bohumil Staša     | ČZ              |               |
| Alex George       | Yamaha          |               |
| John Dodds        | Yamaha          |               |
| Romeo de Martin   | Yamaha          |               |
| Jiři Král         | Jawa            |               |
| Jan Novotny       | Jawa            |               |
| Rudolf Duba       | Jawa            |               |
| Kaarlo Koivuniemi | Kawasaki        |               |
| Patrick Pons      | Yamaha          |               |
| Michail Vašiček   | Jawa            |               |

### Non qualificati
| Pilota              | Moto   |
| ------------------- | ------ |
| Giorgio Gatti       | Yamaha |
| Jérôme van Haeltert | Yamaha |

## Classe 250

### Arrivati al traguardo
| Pos. | Pilota            | Moto            | Tempo     | Punti |
| ---- | ----------------- | --------------- | --------- | ----- |
| 1    | Walter Villa      | Harley-Davidson | 48' 15" 7 | 15    |
| 2    | Takazumi Katayama | Yamaha          | +10" 2    | 12    |
| 3    | Dieter Braun      | Yamaha          | +34" 2    | 10    |
| 4    | Bruno Kneubühler  | Yamaha          | +37"      | 8     |
| 5    | Patrick Pons      | Yamaha          | +49" 4    | 6     |
| 6    | Kent Andersson    | Yamaha          | +1' 13" 3 | 5     |
| 7    | John Dodds        | Yamaha          | +1' 17" 2 | 4     |
| 8    | Chas Mortimer     | Maxton-Yamaha   | +1' 17" 3 | 3     |
| 9    | Thierry Tchernine | Yamaha          | +1' 26" 8 | 2     |
| 10   | Víctor Palomo     | Yamaha          | +2' 25" 8 | 1     |
| 11   | Jean-Paul Boinet  | Yamaha          |           |       |
| 12   | Vic Soussan       | Yamaha          |           |       |
| 13   | Fosco Giansanti   | Yamaha          |           |       |
| 14   | Rolf Minhoff      | Maico           |           |       |
| 15   | Peter Baláž       | Yamaha          |           |       |
| 16   | Bosse Granath     | Yamaha          |           |       |
| 17   | János Reisz       | Yamaha          |           |       |
| 18   | Bohumil Staša     | Jawa            |           |       |
| 19   | Romeo de Martin   | Yamaha          |           |       |
| 20   | Helmut Kassner    | Yamaha          |           |       |
| 21   | René Hordelalay   | Yamaha          |           |       |
| 22   | Stanislav Klátil  | Jawa            |           |       |
| 23   | Oldřich Kába      | Jawa            |           |       |
| 24   | Karel Chaloupka   | Jawa            |           |       |
| 25   | Zbyněk Havrda     | Jawa            |           |       |
| 26   | Jiři Král         | Jawa            |           |       |
| 27   | Boet van Dulmen   | MZ              |           |       |

### Ritirati
| Pilota              | Moto            | Motivo ritiro |
| ------------------- | --------------- | ------------- |
| Leif Gustafsson     | Yamaha          |               |
| Paolo Pileri        | Yamaha          | caduta        |
| Olivier Chevallier  | Yamaha          |               |
| Michel Rougerie     | Harley-Davidson |               |
| Stefan Dörflinger   | Yamaha          |               |
| Harald Bartol       | Yamaha          |               |
| Christian Bourgeois | Yamaha          |               |
| János Drapál        | Yamaha          |               |
| Jürgen Lenk         | Jawa            |               |
| Jan Novotny         | Jawa            |               |
| Pavel Vašiček       | Jawa            |               |
| Josef Bareš         | Jawa            |               |
| Emanuel Quirenz     | Yamaha          |               |

### Non qualificati
| Pilota        | Moto   |
| ------------- | ------ |
| Karl Auer     | Yamaha |
| Istvan Holmar | Yamaha |

## Classe 125

### Arrivati al traguardo
| Pos. | Pilota            | Moto       | Tempo     | Punti |
| ---- | ----------------- | ---------- | --------- | ----- |
| 1    | Kent Andersson    | Yamaha     | 39' 31" 9 | 15    |
| 2    | Paolo Pileri      | Morbidelli | +30" 4    | 12    |
| 3    | Otello Buscherini | Malanca    | +30" 8    | 10    |
| 4    | Gert Bender       | Bender     | +1' 11" 6 | 8     |
| 5    | Bruno Kneubühler  | Yamaha     | +1' 11" 9 | 6     |
| 6    | Jürgen Lenk       | MZ         | +2' 39" 7 | 5     |
| 7    | Thierry Tchernine | Yamaha     | +2' 48" 6 | 4     |
| 8    | Harald Bartol     | Suzuki     | +3' 20" 3 | 3     |
| 9    | Pentti Salonen    | Yamaha     | +3' 59" 9 | 2     |
| 10   | Rudolf Weiss      | Maico      | +4' 19" 6 | 1     |
| 11   | Matti Kinnunen    | Maico      |           |       |
| 12   | Peter Frohnmeyer  | Maico      |           |       |
| 13   | Luigi Rinaudo     | Yamaha     |           |       |
| 14   | Zdenĕk Zidlik     | MZ         |           |       |
| 15   | János Reisz       | Maico      |           |       |
| 16   | Ángel Nieto       | Derbi      |           |       |
| 17   | Istvan Holmar     | MZ         | +1 giro   |       |
| 18   | Günter Maussner   | Maico      |           |       |
| 19   | Bohuslav Vaňous   | VAB        |           |       |
| 20   | Břetislav Herman  | Jawa       |           |       |
| 21   | Karel Sedláček    | MZ         |           |       |

### Ritirati
| Pilota             | Moto        | Motivo ritiro |
| ------------------ | ----------- | ------------- |
| Leif Gustafsson    | Maico       |               |
| Herbert Rittberger | Yamaha      |               |
| Hans-Jürgen Hummel | Yamaha      |               |
| Henk van Kessel    | Bridgestone |               |
| Bedřich Fendrich   | Ravo        |               |
| Bohumil Staša      | Jawa        |               |
| Géza Repitz        | MZ          |               |
| Zbyněk Havrda      | Ravo        |               |
| Benjamin Laurent   | Yamaha      |               |
| Kamil Hrušecky     | Hykati      |               |
| Morislav Pĕnkava   | Jawa        |               |
| Aldo Pero          | Carem       |               |
| Benjamín Grau      | Derbi       |               |

### Non partiti
| Pilota         | Moto  |
| -------------- | ----- |
| Rolf Minhoff   | Maico |
| Hans Kroismayr | Maico |

### Non qualificati
| Pilota             | Moto   |
| ------------------ | ------ |
| Rolf Blatter       | Maico  |
| Günter Schirnhofer | Suzuki |
| Oldřich Kába       | Jawa   |
| Karel Gaber        | Maico  |
| Jan Barták         | Jawa   |

## Classe 50

### Arrivati al traguardo
| Pos. | Pilota               | Moto         | Tempo     | Punti |
| ---- | -------------------- | ------------ | --------- | ----- |
| 1    | Henk van Kessel      | Kreidler     | 38' 46" 5 | 15    |
| 2    | Juliaan Vanzeebroeck | Kreidler     | +19" 1    | 12    |
| 3    | Gerhard Thurow       | Kreidler     | +43" 1    | 10    |
| 4    | Hans-Jürgen Hummel   | Kreidler     | +49" 7    | 8     |
| 5    | Herbert Rittberger   | Kreidler     | +51" 8    | 6     |
| 6    | Theo Timmer          | Jamathi      | +1' 14"   | 5     |
| 7    | Rudolf Kunz          | Kreidler     | +2' 17" 9 | 4     |
| 8    | Jan Huberts          | Kreidler     | +2' 40" 4 | 3     |
| 9    | Harald Bartol        | Kreidler     | +3' 26" 2 | 2     |
| 10   | Rolf Blatter         | Kreidler     | +3' 26" 7 | 1     |
| 11   | Wilhelm Werner       | Kreidler     |           |       |
| 12   | Pentti Salonen       | Tunturi-Puch |           |       |
| 13   | Aldo Pero            | Ringhini     |           |       |
| 14   | Luigi Rinaudo        | Tomos        |           |       |
| 15   | Bedřich Fendrich     | Tatran       |           |       |
| 16   | Boris Bajc           | Kreidler     |           |       |
| 17   | František Kročka     | Tatran       |           |       |
| 18   | Rostislav Antoš      | Kreidler     |           |       |
| 19   | Jérôme van Haeltert  | Kreidler     |           |       |
| 20   | Eduard Klimek        | Kreidler     |           |       |
| 21   | Günter Maussner      | Kreidler     |           |       |

### Ritirati
| Pilota             | Moto     | Motivo ritiro |
| ------------------ | -------- | ------------- |
| Ulrich Graf        | Kreidler |               |
| Stefan Dörflinger  | Kreidler |               |
| Norbert Peschke    | Kreidler |               |
| Günter Schirnhofer | Kreidler |               |
| František Zohn     | Tatran   |               |
| Jiři Safránek      | Ahra     |               |
| Zbyněk Havrda      | Ahra     |               |
| Otto Krmiček       | Tatran   |               |

### Non qualificati
| Pilota           | Moto     |
| ---------------- | -------- |
| Peter Frohnmeyer | Kreidler |
| Matti Kinnunen   | Kreidler |

## Classe sidecar

### Arrivati al traguardo
| Pos | Pilota            | Passeggero       | Moto      | Tempo     | Punti |
| --- | ----------------- | ---------------- | --------- | --------- | ----- |
| 1   | Werner Schwärzel  | Karl-Heinz Kleis | König     | 44' 34" 7 | 15    |
| 2   | Klaus Enders      | Ralf Engelhardt  | Busch-BMW | +0" 1     | 12    |
| 3   | Siegfried Schauzu | Wolfgang Kalauch | Busch-BMW | +2' 58" 2 | 10    |
| 4   | Willy Meier       | Hansueli Gehrig  | König     | +3' 19" 6 | 8     |
| 5   | Otto Haller       | Erich Haselbeck  | BMW       | +3' 25" 5 | 6     |
| 6   | Gustav Pape       | Franz Kallenberg | König     |           | 5     |
| 7   | Siegfried Maier   | Gerhard Lehmann  | BMW       |           | 4     |
| 8   | Helmut Schilling  | Günter Maier     | BMW       |           | 3     |
| 9   | Willy Emrich      | Norbert Wild     | BMW       |           | 2     |
| 10  | Karl Venus        | Rainer Gundel    | König     |           | 1     |

## Fonti e bibliografia
- El Mundo Deportivo, 26 agosto 1974, pag. 13
- Stampa Sera, 26 agosto 1974, pag. 13
- "Motor" n° 36 del 6 settembre 1974, su motorracehistorie.nl. URL consultato il 17 febbraio 2013 (archiviato dall'url originale il 5 aprile 2015).
- Risultati della 500 su autosport.com, su autosport.com.